# Żleb pod Banie

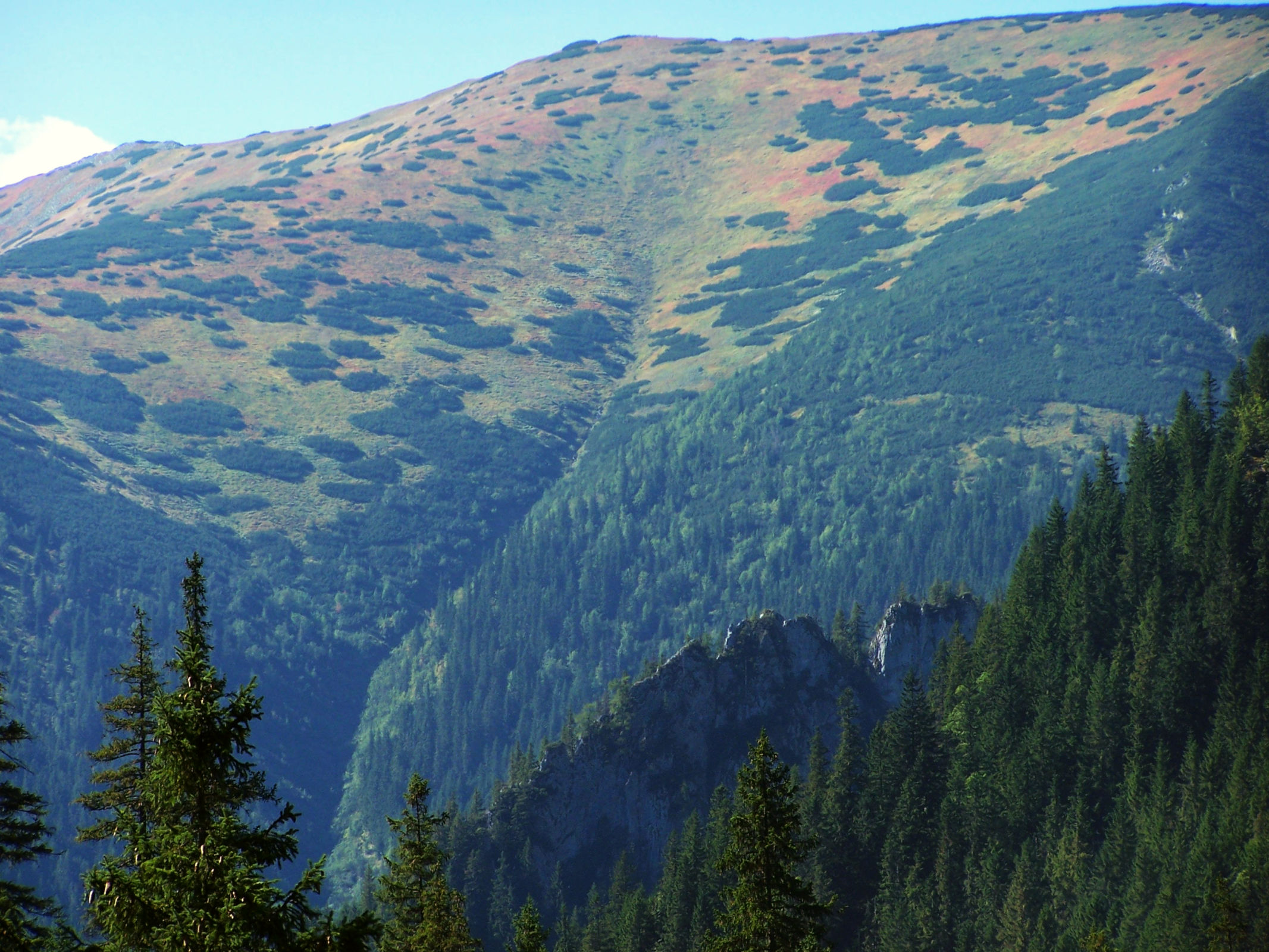
Żleb pod Banie – widok z Polany Pisanej

Żleb pod Banie – żleb we wschodnich stokach Ornaku w Tatrach Zachodnich. Opada on spod Suchego Wierchu Ornaczańskiego do Dolinki Iwanowskiej, będącej górnym, zachodnim odgałęzieniem Doliny Kościeliskiej. W podwierzchołkowych partiach jest trawiasty i zarastający kosodrzewiną, w dolnej części kamienisty.
Żleb słynny jest z tego, że już w XV wieku wydobywano tutaj rudy srebra i miedzi, później rudy żelaza. Kiedy w latach 1765–1768 na zlecenie króla Stanisława Augusta Poniatowskiego górnicy odnawiali tu kopalnie, byli zaskoczeni ogromem prowadzonych w tym miejscu dawniej prac górniczych. Odkryli oni m.in. 7 starych sztolni. Podczas badań archeologicznych prowadzonych przez Stefana Zwolińskiego w latach 1958–1959 odkryto 2 stare sztolnie, prażalnię rudy i resztki pieca do wytopu miedzi i srebra. Prace górnicze prowadzono tu nawet w zimie – świadczy o tym odnotowany w dokumentach przypadek śmierci w roku 1856 w lawinie śnieżnej 5 górników (wśród nich był ojciec z dwoma synami). Żlebem tym w zimie często schodzą lawiny.
Dawniej żleb ten był wypasany, wchodził w skład Hali Ornak. Рo zaprzestaniu wypasu jego górna, dawniej trawiasta część zarasta stopniowo kosodrzewiną. Obecnie jest to obszar ochrony ścisłej „Pyszna, Tomanowa, Pisana”.